# Мордовская
Мордовская — река в России, протекает в Республике Татарстан. Правый приток Волги.
Высота истока — 180 м над уровнем моря. Уклон реки — 6,8 м/км.

## Описание
Длина реки 22 км. Площадь водосборного бассейна — 114 км².
Исток реки находится на южной стороне Сюкеевых гор к северо-западу от села Лаптевка Тетюшского района. Впадает в Куйбышевское водохранилище у села Кирельское Камско-Устьинского района на высоте 53 метра над уровнем моря.
Низовья реки затоплены водами водохранилища и образуют залив.

#### Ход течения
Общее направление течения восточное.
- Исток → село Лаптевка → приток Лаптевка (пр) → граница районов → село Сюкеево → автодорога «Камское Устье — Тетюши» → село Мордовский Каратай → устьевой залив.

## Характеристика
Лесистость водосбора 10 %. Имеет 14 притоков длиной от 0,6 до 5,6 км. Густота речной сети 0,53 км/км².
Характер водного питания смешанный, в основном снеговой. Модуль подземного питания 0,1 л/с∙км². Имеет высокое половодье и низкую межень. Средний многолетний слой годового стока в бассейне 62 мм, слой стока половодья 50 мм. Весеннее половодье начинается обычно в конце марта. Замерзает в начале ноября. Средний многолетний меженный расход воды в устье 0,033 м³/с.
Вода умеренно жёсткая (3-6 мг-экв/л) весной, жёсткая (6-9 мг-экв/л) зимой и летом. Общая минерализация 200—300 мг/л весной и 500—700 мг/л зимой и летом.

## Данные водного реестра
По данным государственного водного реестра России относится к Нижневолжскому бассейновому округу, водохозяйственный участок реки — Куйбышевского водохранилища от посёлка городского типа Камское Устье до Куйбышевского гидроузла, без реки Большой Черемшан. Речной бассейн реки — Волга от верхнего Куйбышевского водохранилища до впадения в Каспий.
Код водного объекта в государственном водном реестре — 11010000512112100004567.